# Ла Сдриша (Ливорно)
Ла Сдриша је насеље у Италији у округу Ливорно, региону Тоскана.
Према процени из 2011. у насељу је живело 35 становника. Насеље се налази на надморској висини од 6 м.